# The Dance (video Fleetwood Mac)
The Dance è un video del gruppo rock anglo-statunitense Fleetwood Mac. Venne pubblicato in DVD nel 1997. Contiene il concerto live con il ritorno del cantante e chitarrista statunitense Lindsey Buckingham nel gruppo, dopo dieci di assenza e la ricostituzione del nucleo più famoso della band composto dallo stesso Buckingham, Stevie Nicks, Christine McVie, Mick Fleetwood e John McVie.

## Tracce
1. "The Chain" (Buckingham, Fleetwood, C. McVie, J. McVie, Nicks)
2. "Dreams" (Nicks)
3. "Everywhere" (C. McVie)
4. "Gold Dust Woman" (Nicks) *
5. "I'm So Afraid" (Buckingham)***
6. "Temporary One" (C. McVie)
7. "Bleed to Love Her" (Buckingham)
8. "Gypsy" (Nicks) *
9. "Big Love" (Buckingham)
10. "Go Insane" (Buckingham) * **
11. "Landslide" (Nicks)
12. "Say You Love Me" (C. McVie)
13. "You Make Loving Fun" (C. McVie)
14. "My Little Demon" (Buckingham)
15. "Silver Springs" (Nicks)
16. "Over My Head" (C. McVie) *
17. "Rhiannon" (Nicks)
18. "Sweet Girl" (Nicks)
19. "Go Your Own Way" (Buckingham)
20. "Tusk" (Buckingham)
21. "Don't Stop" (C. McVie)
22. "Songbird" (C. McVie) *

## Formazione
- Lindsey Buckingham - voce e chitarra
- Mick Fleetwood - batteria e percussioni
- John McVie - basso
- Stevie Nicks - voce
- Christine McVie - voce e tastiera